# Софі Бартез
Софі Бартез (нар. 1974) — французько-американська кінорежисерка та сценаристка, широкий загал знає її завдяки стрічці «Холодні душі» 2009 року.

## Дитинство та освіта
Бартез народилася у Франції, а виросла у Південній Америці та на Близькому Сході. 2001 року переїхала до Нью-Йорка, щоб навчатися у Школі мистецтв Колумбійського університету, а також вивчала міжнародні відносини й здобула ступінь 2003 року.

## Кар'єра
Короткометражний фільм Бартез «Щастя», в якому йдеться про жінку, що купує коробку щастя і не може вирішити, чи варто її відкривати, показали на кінофестивалі «Санденс» 2007 року. Цей фільм отримав схвальні відгуки й приніс їй місце в лабораторії сценаристів Інституту Санденс, де вона почала працювати над сценарієм до свого першого повнометражного фільму «Холодні душі». Вперше ідея «Холодних душ» у режисерки виникла 2005 року, після того, як їй приснився сон про те, як з Вуді Аллена вийнято душу. Прем'єра фільму, режисеркою якого була Бартез, відбулася на кінофестивалі Sundance 2008, де його номінували на Великий приз журі. Він вийшов у серпні 2009 року. У ньому знявся Пол Джаматті, що зіграв вигадану версію самого себе, персонажа, який вирішив вийняти свою душу.
Бартез отримала ґранти для митців від Ради штату Нью-Йорк з питань мистецтва на створення обидвох своїх стрічок — Щастя і Холодні душі, й обидві вони здобули нагороди та номінації на численних кінофестивалях. Режисерка була резиденткою Nantucket Scenarists Colony, 2007 Sundance Scenarists Lab і 2007 Sundance Directors Lab. На 25-й церемонії вручення премії Independent Spirit Awards, що відбулася 2010 року, Бартез номінували в категорії найкращий перший сценарій за стрічку «Холодні душі».
Другий повнометражний фільм Бартез — «Мадам Боварі», екранізація однойменного роману Гюстава Флобера, яка вийшла 2014 року.

## Особисте життя
Бартез живе в Іст-Віллідж на Мангеттені зі своїм партнером, оператором Андрієм Парехом, який разом з нею знімав  «Холодні душі» та «Мадам Боварі».

## Фільмографія

### Художні фільми
- Холодні душі (2009)
- Мадам Боварі (2014)
- Репродукція майбутнього (2023)

### Короткометражні фільми
- Щастя (2006)